# 1987 en Saskatchewan
Chronologie de la Saskatchewan
- 1983
- 1984
- 1985
- 1986
- 1987
- 1988
- 1989
- 1990
- 1991

Cette page concerne des événements d'actualité qui se sont produits durant l'année 1987 dans la province canadienne de la Saskatchewan.

## Politique
- Premier ministre : Grant Devine
- Chef de l'Opposition :
- Lieutenant-gouverneur : Frederick W. Johnson
- Législature :

## Naissances
- 22 janvier : Brendan Mikkelson (né à Régina) est un joueur professionnel de hockey sur glace. Son père Bill Mikkelson a également joué dans la LNH alors que sa sœur Meaghan est également joueuse de hockey.

- 30 mai : Lucas Makowsky, né à Régina, est un patineur de vitesse canadien.